# ثریا طرزی
ثریا طرزی یا ملکه ثریا (زاده ۳ قوس/آذر ۱۲۷۸ دمشق - درگذشتهٔ: ۳۱ حمل/فروردین ۱۳۴۷ رم - ایتالیا) همسر امان‌الله شاه پادشاه افغانستان و ملکه افغانستان از سال ۱۹۱۹ تا ۱۹۲۹ بود. وی برای مدتی در سمت وزیر فرهنگ افغانستان در دوره امان‌الله نیز فعالیت داشت.

## زندگی‌نامه
ثریا طرزی خانم، دختر محمود طرزی در ۲۴ نوامبر ۱۸۹۹ برابر با ۳ قوس/آذر ۱۲۷۸ در دمشق به دنیا آمد. تبار ملکه ثریا به پاینده خان (-۱۸۰۰) و جمک‌خان بارکزایی (۱۷۷۱–۱۷۱۹) می‌رسید.

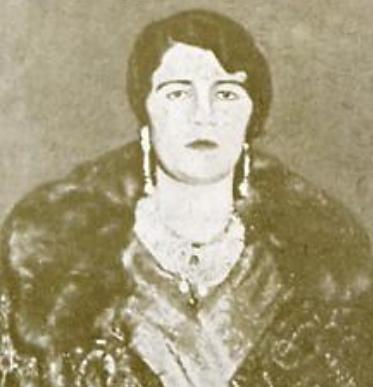

پدربزرگ او که سردار غلام‌محمد خان طرزی نام داشت، مخالف امیر عبدالرحمان خان بود و در عهد پادشاهی عبدالرحمن خان، او همراه با خانواده‌اش به هند بریتانیایی تبعید شد. چندی بعد، آن‌ها به قلمرو ترکیه عثمانی رفتند و در شام می‌زیستند. وقتی امیر عبدالرحمان خان درگذشت، امیر حبیب‌الله خان شاه شد و راه ملایم‌تری با مخالفان پدر در پیش گرفت. در نتیجه، محمود طرزی با خانواده‌اش به کابل بازآمد. ثریا طرزی در سال ۱۹۱۲ میلادی با امان‌الله شاه ازدواج نمود. ثمره این ازدواج هشت فرزند به نام‌های ملیحه‌بیگم، امینه‌بیگم، عابده‌بیگم، رحمت‌الله خان، عادله‌بیگم، احسان‌الله، هندیه و ناجیه‌بیگم بود.
مساعی شاه امان‌الله و ثریا در انکشاف تعلیم و تربیه زنان در تاریخ افغانستان بی‌نظیر بود. در ژانویه ۱۹۲۱ اولین مکتب دخترانه در تاریخ افغانستان در شهر کابل در ناحیه شهرآرا گشایش یافت این مکتب پنجاه نفر شاگرد داشت، شاگردان مرکب بودند از دختران خردسال و زنان جوان. اسما رسمیه محمود طرزی که در خارج از افغانستان تحصیل کرده بود اداره و تدریس این مکتب را به عهده داشت و همچنین یک تعداد معلم‌های ترک، آلمانی و هندی در آنجا تدریس می‌کردند.
در همین سال به همت ثریا به نشر اولین مجله مخصوص زنان بنام «ارشاد نسوان» اقدام شد که مسئولیت آن نیز بعهده اسما رسمیه طرزی بود و اولین شماره آن در ۱۷ مارس ۱۹۲۱ به نشر رسید. این نشریه به شکل مجله یا هفته‌نامه تا سال ۱۹۲۵ میلادی به نشر ادامه داد.

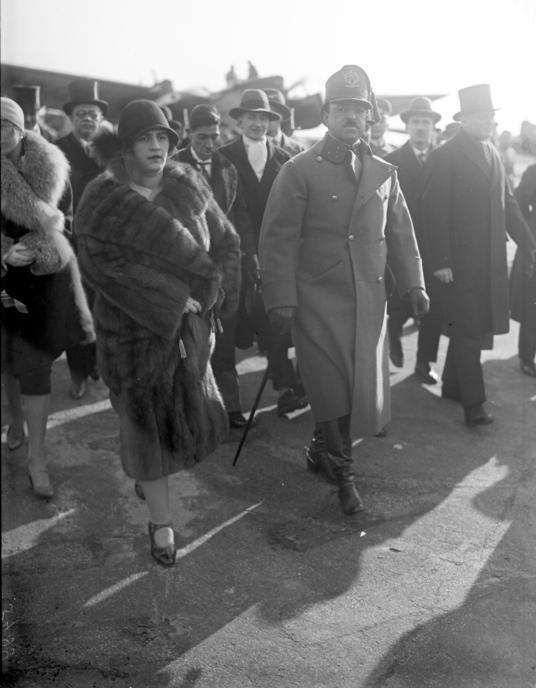

ملکه ثریا در سال ۱۹۲۷ میلادی امان‌الله را در «سفر بزرگ» همراهی کرد. در این سفر این زوج از کشورهای ایران، ترکیه، شوروی، انگلیس، آلمان، فرانسه، ایتالیا، مصر و هندوستان بازدید کردند. این مسافرت شوق نوین‌سازی افغانستان را در این دو زنده‌تر کرد و به هنگام بازگشت امان‌الله تشکیل یک لویه جرگه داد و به انتقاد از سنت‌گرایی رؤسای قبایل افغان پرداخت. انتقادات بسیاری از سوی مردم نسبت به بی حجابی ثریا و اینکه از وی عکس گرفته شده بود شیوع پیدا کرد.
مجددی‌ها که از بانفوذترین خانواده‌های روحانی کابل بودند فتوای کفر شاه را به‌دست خط تقریباً چهارصد نفر از علمای دینی که گفته می‌شود عمدتاً از جانب انگلیس‌ها پول دریافت می‌کردند رسانیده و به ولایت جنوبی فرستادند که بدین وسیله مردم آنجا را بیشتر علیه شاه تحریک نموده، آتش شورش قبایلی را دامن زدند. این عوامل و رویدادهای دیگر به سرنگونی حکومت امان‌الله انجامید.

## تغییر دین
بنابر ادعای روزنامه‌ای به نام آگوستنین و روزنامه نیویورک تایمز که در سال ۱۹۲۹ منتشر شده است، ثریا طرزی و امان‌الله شاه به دین مسیحیت و مذهب کاتولیک گرویده بودند.

## تبعید

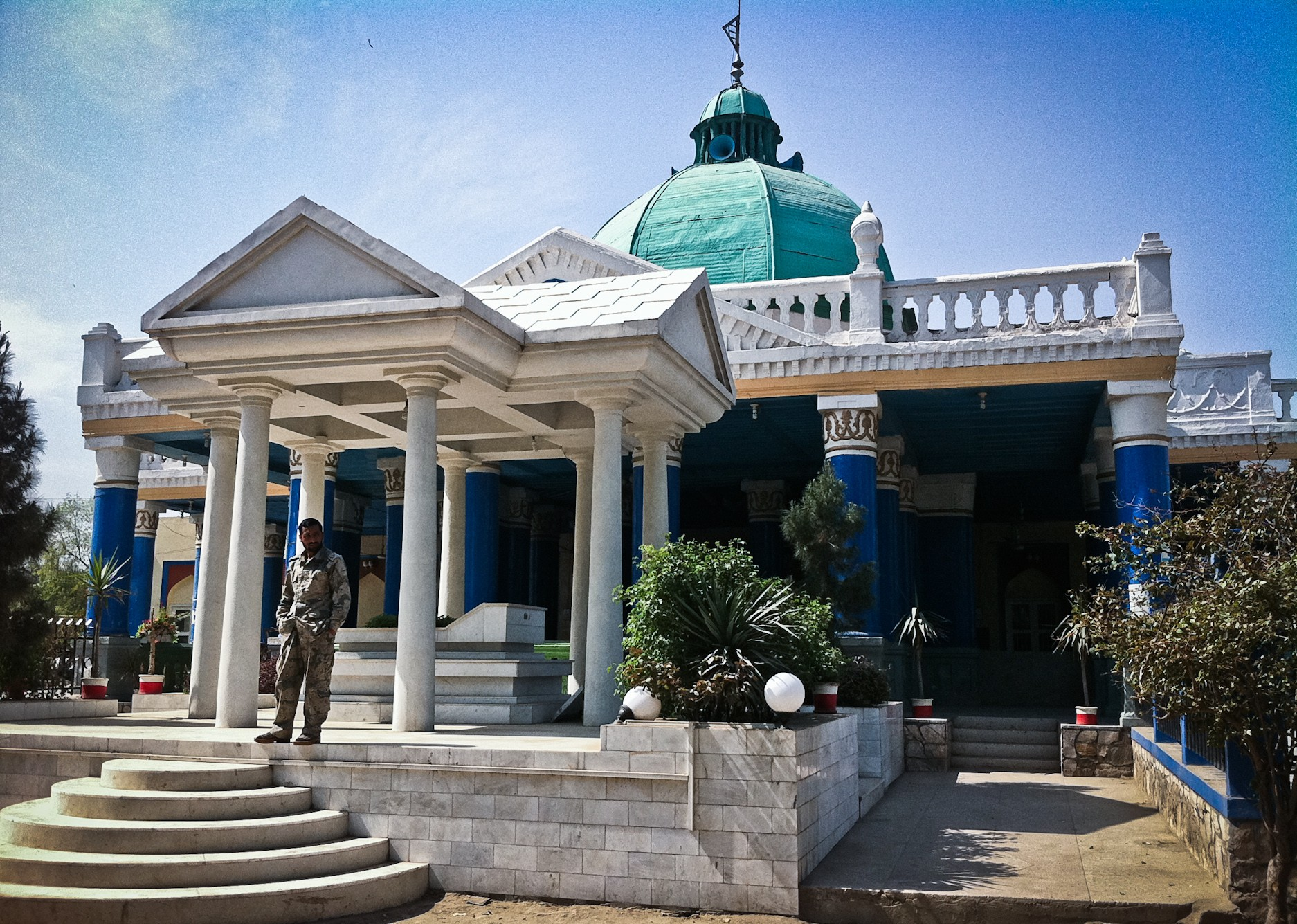
ملکه و همسرش پادشاه امان‌الله در این مقبره در جلال‌آباد، افغانستان دفن شدند

در سال ۱۹۲۹، پادشاه به منظور جلوگیری از جنگ داخلی به تبعید رفت. ملکه و خانواده اش ابتدا به هند گریختند، جایی که در ۷ ژوئن ۱۹۲۹ یک دختر به دنیا آورد که او را هند نامیدند. سپس به ایتالیا رفتند. نیویورک تایمز گزارش داده بود که این زوج به دین کاتولیک گرویده‌اند، که بعدها معلوم شد بی اساس بوده است.

## درگذشت
درگذشت ثریا در ۲۰ آوریل ۱۹۶۸ برابر با ۳۱ فروردین ۱۳۴۷ در سن هفتاد سالگی در رم ایتالیا اتفاق افتاد. مراسم تشییع جنازه توسط تیم نظامی ایتالیا به فرودگاه رم اسکورت شد، قبل از آنکه به افغانستان منتقل شود و در آنجا مراسم تشییع جنازه ای برگزار شد. او در باغ امیر شهید دفن شده است، مقبره خانوادگی در یک پلاک بزرگ مرمر، با سقف گنبدی که توسط ستون‌های آبی استوار است در قلب جلال‌آباد، قرار دارد. وی در کنار امان‌الله، که هشت سال قبل درگذشته بود دفن شد.
جوانترین دختر او، شاهزاده هند، در دهه ۲۰۰۰ از افغانستان دیدار کرد و پروژه‌های خیریه مختلفی را راه اندازی کرد. شاهزاده خانم هند سفیر فرهنگی افغانستان در اروپا بود.